# Simfonia núm. 4 (Nielsen)
La Simfonia núm. 4, op. 29, FS 76, també coneguda com L'Inextingible (en danès: Det Uudslukkelige), va ser composta entre 1914 i 1916 pel compositor danès Carl Nielsen. Es va estrenar l'1 de febrer de 1916 per la Societat Musical de Copenhaguen (Musikforeningen) al palau Odd Fellows, sota la direcció del mateix compositor.
Composta amb el teló de fons de la Primera Guerra Mundial, aquesta simfonia és una de les més dramàtiques que va escriure Nielsen, amb una «batalla» entre dos jocs de timbales. La simfonia consta de quatre moviments interconnectats amb una durada aproximada de 35 minuts.

## Origen i context
Nielsen estava pensant en una nova simfonia el 1914, i al maig va escriure a la seva dona (que era a Celle):
Tinc una idea per a una nova composició, que no té programa sinó que expressarà el que entenem per esperit de vida o manifestacions de vida, és a dir: tot allò que es mou, que vol viure... només vida i moviment, encara que variada -molt variada– però connectada, i com si estigués en moviment constant, en un gran moviment o corrent. He de tenir una paraula o un títol breu per expressar-ho; amb això n'hi haurà prou. No puc explicar el que vull, però el que vull és bo.
Nielsen es va concentrar en aquesta idea fins al 1916, i va anomenar la seva Quarta Simfonia L'Inextingible (Det Uudslukkelige). El nom no s'aplica a la simfonia en si, sinó a «allò que és inextingible». En les seves notes per a la simfonia, Nielsen la descriu així:
| «              | La simfonia evoca les fonts més primàries de la vida i la font del sentiment vital; és a dir, allò que hi ha darrere de tota vida humana, animal i vegetal, tal com la percebem o la vivim. No es tracta d'un relat musical […] del desenvolupament d'una vida dins d'un període limitat de temps i espai, sinó un descens no programat fins a les capes de la vida emocional que encara són mig caòtiques i totalment elementals. | » |
| — Carl Nielsen | |   |

## Anàlisi musical
La Simfonia núm. 4 està escrita per a una gran orquestra simfònica. La instrumentació completa inclou els següents instruments: 3 flautes (una doblant amb flautí), 3 oboès, 3 clarinets, 3 fagots (un doble contrafagot), 4 trompes en fa, 3 trompetes en do, 3 trombons, tuba, 2 jocs de timbales i cordes.
Els quatre moviments de la simfonia es toquen sense pauses: attacca subito (literalment «uneix-te ràpidament; de sobte»). El primer moviment comença amb un tutti ferotge enfrontant el re menor contra la seva setena bemoll, do, d'una manera gairebé antifònic. Després del tutti, els clarinets introdueixen en la major el tema líric que culminarà l'obra. El segon moviment, per a fusta en sol major, és més un intermezzo que l'esperat adagio. Aquesta funció la compleix el tercer moviment, que s'obre amb una cantilena de violins a l'⁣uníson, després arriba a un clímax abans de concloure amb un únic oboè tocant els trinats de les cordes superiors. Els enfrontaments del primer moviment tornen a aparèixer en el moviment final, en el qual dos jocs de timbals fan duel a banda i banda de l'orquestra. Aquest passatge demana als dos timbalers que canviïn el to del timbal mentre toquen. Al final emergeix el mi major com a clau per concloure l'obra.
La més gravada de les simfonies de Nielsen, la núm. 4, presenta alguns problemes únics a l'intèrpret. En la versió revisada de la seva anàlisi, Robert Simpson dedica gairebé una pàgina a «les característiques que poden desviar el director exhibicionista», sobretot relacionades amb qüestions de tempo.
El contrafagot (interpretat pel tercer fagot) només té una nota per tocar a la simfonia: la nota senzilla i subjectada és un B2 escrit (la segona línia del pentagrama per al contrafagot, sonant una octava més baixa) i obre la coda del quart moviment acompanyat de timbals. La resta de la tercera part del fagot, en canvi, ocupa l'intèrpret amb moltes notes.

### Moviments
1. Allegro –
2. Poco allegretto –
3. Poco adagio quasi andante –
4. Allegro

## Execucions i discografia
Segons la Carl Nielsen Society, la Simfonia núm. 4 va ser una de les obres més executades de Nielsen la temporada 2010-2011. Entre els enregistraments destacats destaquen:
- Orquestra Simfònica de la Ràdio Nacional Danesa / Thomas Jensen (Danacord)
- Orquestra Simfònica de la Ràdio Nacional Danesa / Launy Grøndahl (Dutton)
- Orquestra Simfònica de la Ràdio Nacional Danesa / Michael Schønwandt (Dacapo)
- Royal Stockholm Philharmonic Orchestra / Sakari Oramo (BIS, 2013)
- Royal Danish Orchestra / Igor Markevitch (Deutsche Grammophon)
- Orquestra Simfònica de Chicago / Jean Martinon (RCA)
- Simfonia de San Francisco / Herbert Blomstedt (Decca)
- Royal Scottish National Orchestra / Sir Alexander Gibson (Chandos)
- Royal Scottish National Orchestra / Bryden Thomson (Chandos)
- Hallé Orchestra / Sir John Barbirolli (D Classics; EMI)
- Orquestra Filharmònica de Berlin / Herbert von Karajan (Deutsche Grammophon, 1982)
- Orquestra Simfònica de Göteborg / Neeme Järvi (Deutsche Grammophon, 2011)
- Orquestra Filharmònica de Nova York / Leonard Bernstein (Sony Classical)
- Orquestra Filharmònica de Los Angeles / Zubin Mehta (Decca)

Els enregistraments que el crític musical Tom Service, del diari britànic The Guardian considera millors són les de les següents orquestres: Orquestra Simfònica de Londres (dirigida per Colin Davis i un altre enregistrament posterior sota la direcció d'Ole Schmidt), Orquestra Simfònica de San Francisco (dirigida per Herbert Blomstedt), Orquestra Filharmònica de Berlín (dirigida per Herbert von Karajan), i Orquestra Simfònica Escocesa de la BBC (diriga per Osmo Vänskä).